# Cyrtodactylus serratus
Cyrtodactylus serratus är en ödleart som beskrevs av  Kraus 2007. Cyrtodactylus serratus ingår i släktet Cyrtodactylus och familjen geckoödlor. Inga underarter finns listade i Catalogue of Life.